# Uchida Hiroyuki
Uchida Hiroyuki (内田 広之) (sinh ngày 25 tháng 3 năm 1972) là chính khách người Nhật Bản. Hiện tại, ông đang giữ chức vụ làm thị trưởng thành phố Iwaki kể từ ngày 28 tháng 9 năm 2021.